# Neuville-lès-Decize
Neuville-lès-Decize is een gemeente in het Franse departement Nièvre (regio Bourgogne-Franche-Comté) en telt 283 inwoners (2009). De plaats maakt deel uit van het arrondissement Nevers.

## Geografie
De oppervlakte van Neuville-lès-Decize bedraagt 26,3 km², de bevolkingsdichtheid is 10,6 inwoners per km².
De onderstaande kaart toont de ligging van Neuville-lès-Decize met de belangrijkste infrastructuur en aangrenzende gemeenten.

## Demografie
Onderstaande figuur toont het verloop van het inwonertal (bron: INSEE-tellingen).